# چینی کپیتال
چینی کپیتال (انگلیسی: Cheyne Capital) شرکت خدمات مالی بریتانیایی است، که در سال ۱۹۹۹ تأسیس شد.